# 第79師団 (日本軍)
第79師団（だいななじゅうきゅうしだん）は、大日本帝国陸軍の師団の一つ。

## 沿革
ソ連に対する防衛強化のため、1945年（昭和20年）2月、留守第19師団を基幹に、留守第20師団の一部を含めて編成された。
同年7月、関東軍隷下第3軍に編入され、朝鮮と満州国境に近い図們付近に移動し防禦を固めている最中、ソ連軍の侵攻となった。所属の歩兵第291連隊第3大隊は大きな損害を受けたが、多数の部隊は本格的な戦闘を交える以前に停戦となった。

## 師団概要

### 歴代師団長
- 太田貞昌 中将：1945年（昭和20年）2月20日 - 終戦[1]

### 参謀長
- 品部孝晴 大佐：1945年（昭和20年）2月20日 - 終戦[2]

### 最終司令部構成
- 参謀長：品部孝晴大佐
  - 参謀：平田五郎中佐
  - 参謀：浅野祐吾少佐
- 兵器部長：瀬尾善一大佐
- 経理部長：在田利夫主計中佐
- 軍医部長：長谷川逸郎軍医大佐

### 最終所属部隊
- 歩兵第289連隊（羅南）：松山圭助大佐
- 歩兵第290連隊（会寧）：今堀元貞大佐
- 歩兵第291連隊（羅南）：杉山香也大佐
- 騎兵第79連隊（羅南）：稲波弘次少佐
- 山砲兵第79連隊（羅南）：成川一郎中佐
- 工兵第79連隊（会寧）：本村太郎少佐
- 輜重兵第79連隊（鏡城）：遠藤卓次少佐
- 第79師団通信隊：
- 第79師団制毒隊：
- 第79師団兵器勤務隊：
- 第79師団病馬廠：